# Ханивил (Јута)
Ханивил (енгл. Honeyville) град је у америчкој савезној држави Јута.

## Демографија
По попису из 2010. године број становника је 1.441, што је 227 (18,7%) становника више него 2000. године.
| Група             | 2000.         | 2010.         |
| Белци             | 1.101 (90,7%) | 1.314 (91,2%) |
| Афроамериканци    | 0 (0,0%)      | 7 (0,5%)      |
| Азијати           | 34 (2,8%)     | 25 (1,7%)     |
| Хиспаноамериканци | 64 (5,3%)     | 64 (4,4%)     |
| Укупно            | 1.214         | 1.441         |